# Prostatectomie

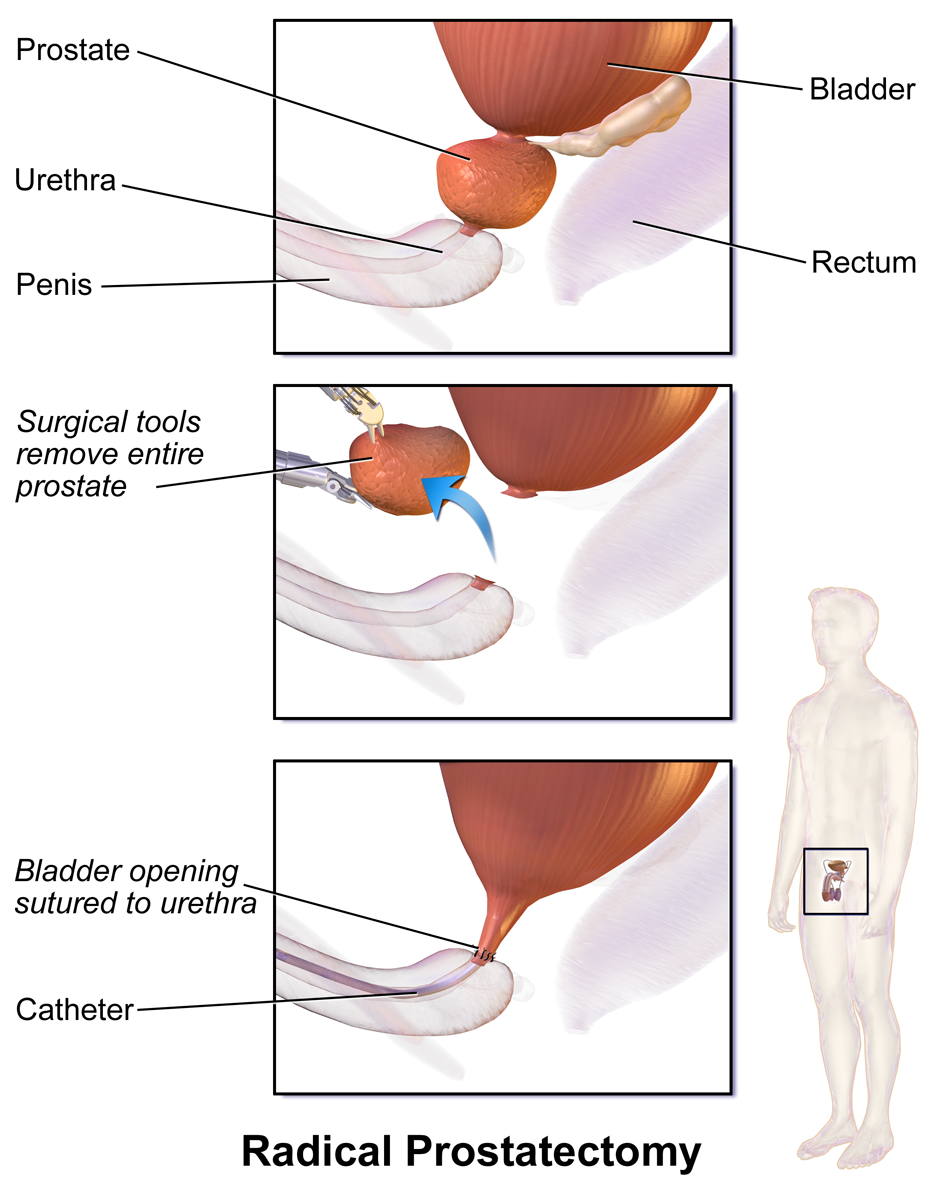
Ablation de la prostate.

La prostatectomie totale ou prostatectomie radicale consiste en une ablation chirurgicale de la prostate, des vésicules séminales et des ampoules déférentielles. Elle est indiquée dans le traitement du cancer de la prostate localisé ou localement avancé. C'est une des alternatives thérapeutiques, au même titre que la radiothérapie externe ou la curiethérapie.

## Objectif
L'objectif est l'ablation du cancer prostatique. Il existe un risque de marges positives, c'est-à-dire de laisser une partie du cancer en place, exposant donc à un risque de récidive. Dans le cas de tumeur résiduelle, un traitement secondaire (ou adjuvant) est alors indiqué (radiothérapie).
L'absence de traitement expose au risque de développement de la tumeur sur le plan local (dépassement capsulaire ou atteinte des vésicules séminales), régional (atteinte ganglionnaire) ou à distance sous forme de métastase. 
Cependant, il existe une proportion non négligeable de cas[Combien ?] pour lesquels une surveillance active peut être indiquée devant le faible risque de développement de la tumeur.

## Intervention
Quand le patient opte pour la chirurgie, l'opération, réalisée par un urologue, s'effectue sous anesthésie générale.
Trois voies d'abord peuvent être proposées : 
1. La voie ouverte rétropubienne (incision entre l'ombilic et le pubis ou incision de Pfannenstiel à l'instar d'une césarienne ;
2. La voie cœlioscopique (5 à 6 petites incisions dont une ombilicale sera élargie pour extraire la prostate) ;
3. La voie périnéale (incision entre les bourses et l'anus, voie peu usitée). Dans certains centres la cœlioscopie peut être robot-assistée.

Parfois, le chirurgien est amené à réaliser dans le même temps un curage ganglionnaire, c'est-à-dire un prélèvement des ganglions situés au contact des artères et des veines cheminant dans le bassin, dans le but de préciser le stade du cancer.
La prostate est retirée en totalité, ainsi que les vésicules séminales. La continuité entre la vessie et l'urètre est rétablie par des sutures utilisant des fils. En fin d'intervention, une sonde urinaire est mise en place dans la vessie par le canal de l'urètre pour favoriser la cicatrisation (source : Association française d'urologie). 
La prostate est ensuite analysée au microscope afin de préciser si la tumeur est limitée à la prostate ou si elle est étendue au-delà, ainsi que le caractère complet ou non de la chirurgie.

## Complications
Les complications possibles de la prostatectomie comprennent : 
- l'incontinence urinaire : au mieux prévenue par une kinésithérapie de rééducation périnéosphinctérienne pré et postopératoire et un respect du sphincter urinaire pendant l'intervention. 5 % des patients ont une incontinence persistant au-delà d'un an dans les centres experts[1] ;
- l'impuissance ou la dysfonction érectile concerne 25 à 75 % des hommes après prostatectomie[2] ;
- hémorragies, infections, comme dans les autres interventions chirurgicales. Le taux de ces complications peut être réduit en utilisant la technique de récupération rapide après chirurgie ;
- plaie du rectum : cette complication est exceptionnelle, mais expose à la fistule recto-uréthrale. La conséquence est l'émission d'urines par l'anus. Cette complication nécessite une réparation chirurgicale dans la plupart des cas et la création d'un anus artificiel temporaire (colostomie).